# Kopalnia rudy darniowej w Łazińsku Drugim

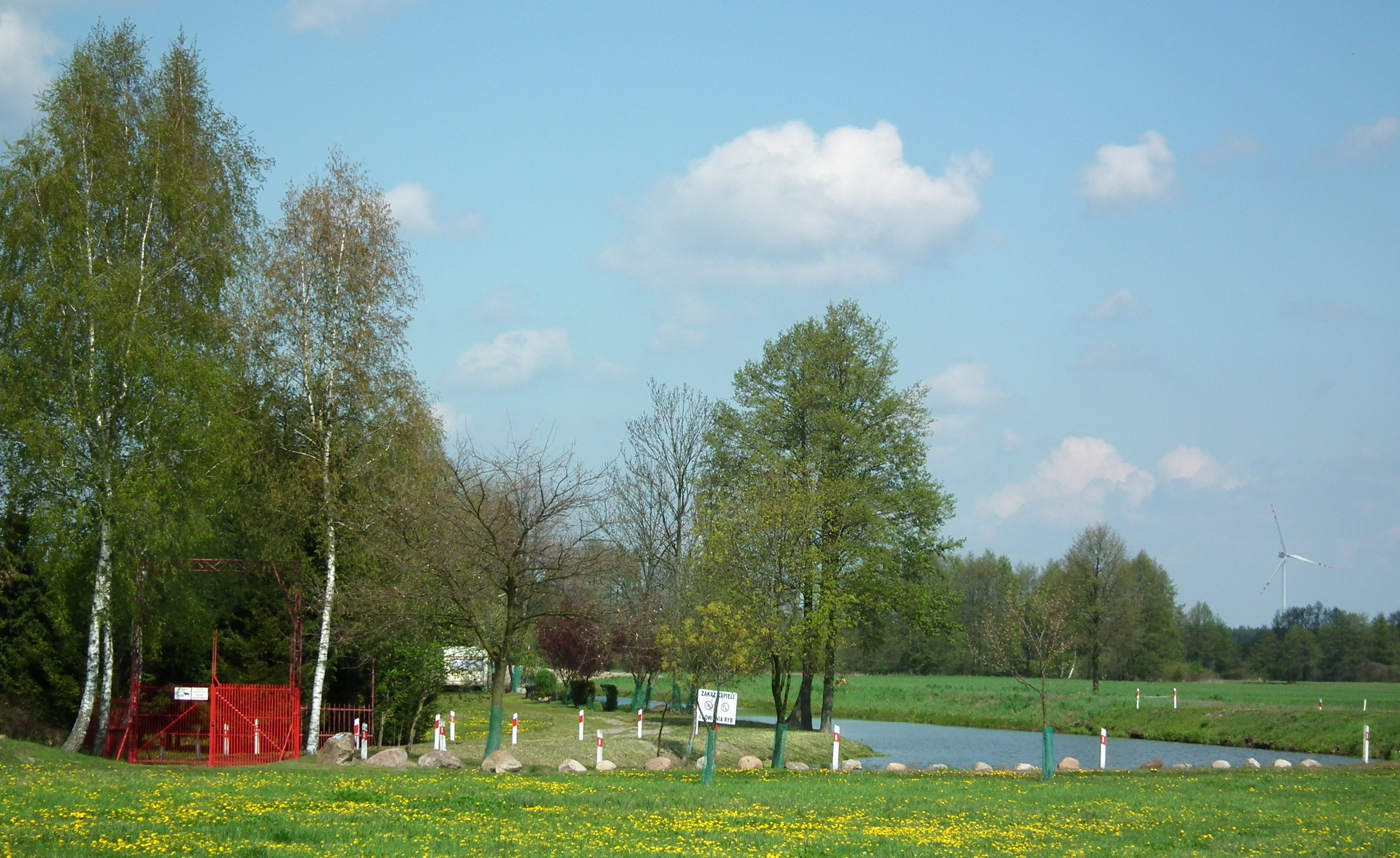
Widok ogólny zalanej odkrywki

Kopalnia rudy darniowej w Łazińsku Drugim – nieudostępnione turystycznie dawne wyrobisko rudy darniowej zlokalizowane we wsi Łazińsk Drugi w powiecie słupeckim.
Tereny Puszczy Pyzdrskiej, zwłaszcza Grabiny i Łazińska, były już w XVIII wieku zasiedlone przez osadników olęderskich, którzy wykorzystywali lokalne pokłady rudy darniowej w miejscowym budownictwie mieszkaniowym i gospodarczym. Ruda zalega tu na głębokości około 20–30 cm pod powierzchnia darni i łąk, tworząc pokłady w formie gruzu bądź płyt o powierzchni nawet kilkudziesięciu metrów kwadratowych. Surowiec był wykorzystywany w lokalnym hutnictwie, co upamiętniają nazwy miejscowości z terenu puszczy, np.: Rudunek, Ruda Komorska, Kuźnia i inne. Podczas II wojny światowej, dotknięci kryzysem surowcowym hitlerowcy, uruchomili wydobycie rudy darniowej na skalę przemysłową w 1943. Odkrywkową kopalnię zlokalizowano pośród rozproszonych zabudowań Łazińska Drugiego, a do wywozu rudy zbudowano linię kolei wąskotorowej w kierunku Witaszyc, gdzie następował jej przeładunek na tor normalny i wywóz do hut na Górnym Śląsku. Po zakończeniu działań wojennych kopalnię zamknięto, gdyż w warunkach pokojowych jej wykorzystanie, z uwagi na zbyt mały procent żelaza, nie było opłacalne. Pozostałością po kopalni jest zalana wodą odkrywka, stanowiąca obecnie teren prywatny i nieuprzystępniona dla turystów. 